# Лестер (Нью-Йорк)
Лестер (англ. Leicester) — місто (англ. town) в США, в окрузі Лівінгстон штату Нью-Йорк. Населення — 2082 особи (2020).

## Демографія
Згідно з переписом 2010 року, у місті мешкало 2200 осіб у 908 домогосподарствах у складі 630 родин. Було 981 помешкання
Расовий склад населення:
| - 96,9 % — білих - 0,7 % — азіатів - 0,4 % — чорних або афроамериканців - 0,2 % — корінних американців |

До двох чи більше рас належало 1,2 %. Частка іспаномовних становила 2,0 % від усіх жителів.
За віковим діапазоном населення розподілялося таким чином: 21,5 % — особи молодші 18 років, 63,3 % — особи у віці 18—64 років, 15,2 % — особи у віці 65 років та старші. Медіана віку мешканця становила 43,1 року. На 100 осіб жіночої статі у місті припадало 98,9 чоловіків;  на 100 жінок у віці від 18 років та старших — 96,4 чоловіків також старших 18 років.
Середній дохід на одне домашнє господарство  становив 59 143 долари США (медіана — 54 038), а середній дохід на одну сім'ю — 72 821 долар (медіана — 72 895). Медіана доходів становила 41 806 доларів для чоловіків та 38 295 доларів для жінок. За межею бідності перебувало 11,2 % осіб, у тому числі 5,7 % дітей у віці до 18 років та 4,0 % осіб у віці 65 років та старших.
Цивільне працевлаштоване населення становило 1197 осіб. Основні галузі зайнятості: освіта, охорона здоров'я та соціальна допомога — 24,3 %, мистецтво, розваги та відпочинок — 10,5 %, сільське господарство, лісництво, риболовля — 10,2 %.